# Jembrana (regentschap)

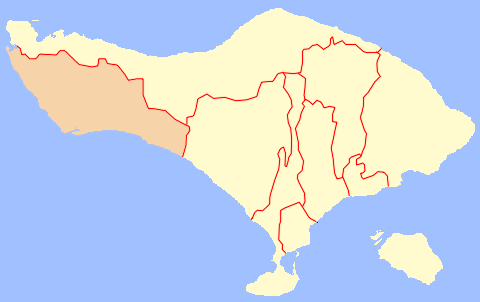
Locatie

Jembrana is een Indonesisch regentschap (kabupaten) in het westen van de provincie Bali op het gelijknamige eiland. Jembrana werd bekend als het land van de Balinese tijger, de kleinste van alle tijgersoorten. De noordkust van het regentschap grenst in het noorden aan het regentschap Buleleng en in het oosten aan het regentschap Tabanan. De noordkust van Jembrana werd destijds veroverd door het expansionistische vorstendom Buleleng dat zich westwaarts langs de Balizee tot over de Straat Bali naar het regentschap Banyuwangi op de oostkust van Oost-Java wilde uitbreiden.
Aan het einde van de 18e eeuw bracht het groeiende belang van Loloan, een havenstad aan de rivier gesticht door Boeginezen uit Zuid-Sulawesi, de koning van Jembrana ertoe zijn paleis vlakbij te vestigen. Deze "Puri Negara" ("staatspaleis") wordt de hoofdstad van het koninkrijk.
In 1853 besloten de Nederlanders de directe controle over Noord- en West-Bali, dat wil zeggen Buleleng en Jembrana, over te nemen. Ze installeerde beheerders in deze twee gebieden.
Stadsgemeenten: Denpasar

Regentschappen: Badung · Bangli · Buleleng · Gianyar · Jembrana · Karangasem · Klungkung · Tabanan